# Severní Germáni

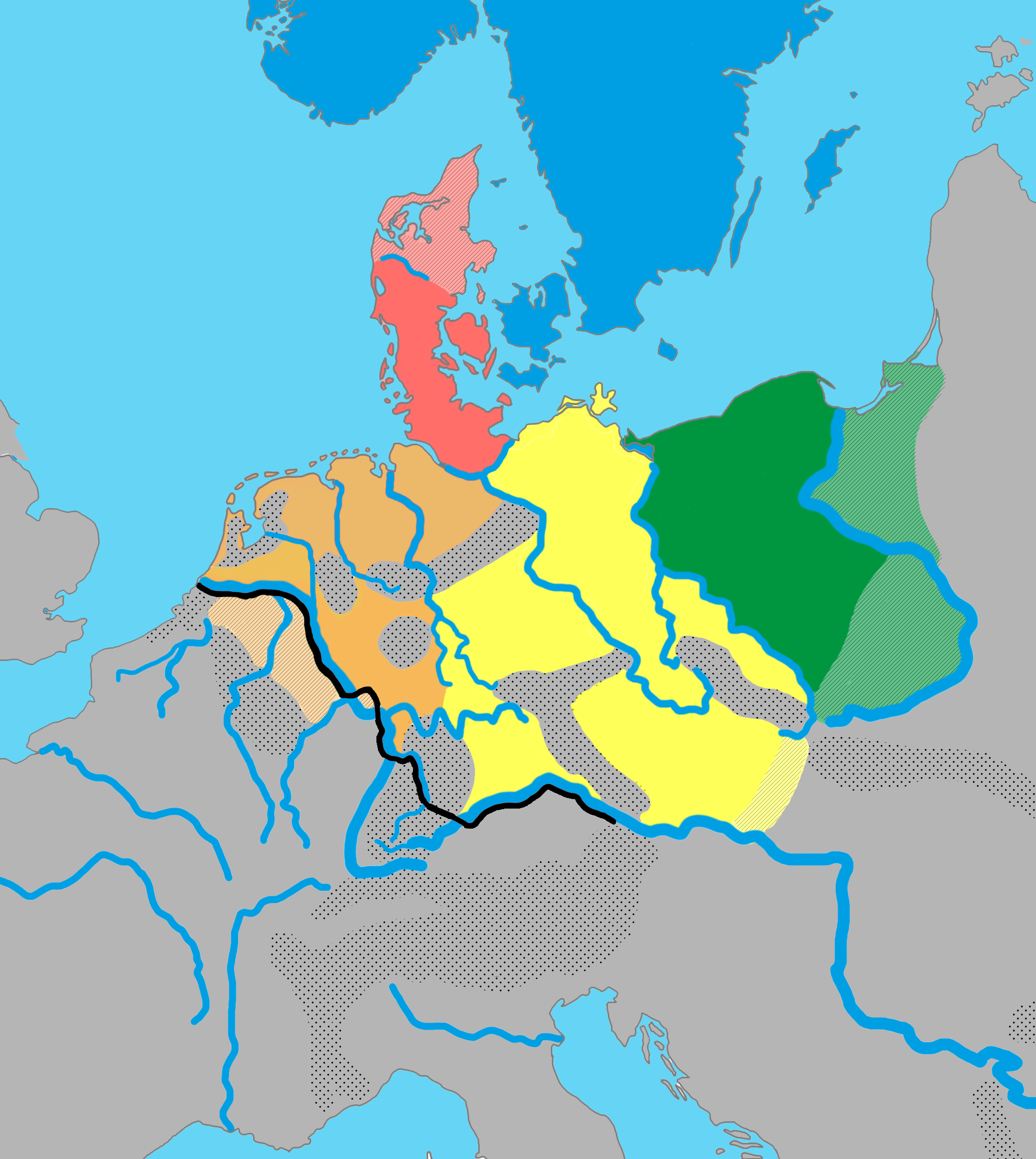
Jedna z teorií pro přibližné rozdělení hlavních germánských jazykových skupin v Evropě kolem roku 1 n. l.:
Severogermánská
Severomořská (Ingvaeoni)
Rýnsko-vezerská (Istaveoni)
Polabská (Herminoni)
Východogermánská

Severní Germáni, běžně nazývaní Skandinávci nebo ve středověkém kontextu Seveřané, jsou germánská etnolingvistická skupina severských zemí (Skandinávie). Jsou spojeni kulturními podobnostmi, společným rodovým původem a cca od roku 200 n. l. společným používáním praseverštiny. Z tohoto jazyka kolem roku 800 n. l. vzešla stará severština, ze které vznikly současné severogermánské jazyky.
Předpokládá se, že se severní Germáni ve Švédsku objevili počátkem letopočtu. Několik severogermánských kmenů zmiňují klasičtí starověcí spisovatelé, zejména Švédy, Dány, Géaty, Guty a Rugie. Během následujícího věku Vikingů severští námořníci, běžně označovaní jako Vikingové, podnikali nájezdy a osídlovali území po celé Evropě i mimo ni, založili několik důležitých politických entit a prozkoumávali severní Atlantik až po Severní Ameriku. K etnickým skupinám, které vznikly při této expanzi, patří Normané, Gaelo-Seveřané a Rusové. Severní Germáni vikingského věku byli kulturami, se kterými se setkali, označováni pod různými jmény, ale obecně jsou nazývaní jako Seveřané.
S koncem vikingského věku v 11. století severogermánské národy konvertovali z původního severského pohanství na křesťanství a jejich dříve kmenové společnosti byly centralizovány do moderních království jako Dánsko, Norsko a Švédsko. Mezi moderní severogermánské etnické skupiny patří Dánové, Islanďané, Norové, Švédové a Faeřané.